# 正觉寺 (北京正觉胡同)
正觉寺是位于中国北京市西城区正觉胡同9号、甲9号的一座汉传佛教寺院。

## 历史
该寺始建于明朝成化三年（1467年），为御马监太监韩谅捐宅，郑道明创建，敕赐“正觉禅寺”之名。清朝嘉庆年间重修。
现在该寺建筑为北京市电讯工具厂使用。

## 建筑
该寺坐北朝南，自南向北依次为山门（天王殿）、大雄宝殿、东西配殿、后殿。寺内原来有明朝成化四年（1468年）《敕赐正觉禅寺碑记》，由陈鉴撰文，赵辅书写，曹英篆额。寺内原来还有明朝嘉靖九年（1530年）《敕赐正觉寺每岁启建华严胜会碑》，由顾经撰写。